# Teatro delle Commedie

## Storia
Il Teatro delle Commedie è un piccolo spazio teatrale di Livorno, sito nei pressi del Cisternone e della chiesa di Sant'Andrea. Prende il nome dal più antico teatro di Livorno, oggi scomparso. Per questo motivo, spesso viene citato come Nuovo Teatro delle Commedie.
Il teatro, che fa parte del Complesso Gherardesca (ex Pia Casa di Lavoro), fu realizzato fra il 1844 e il 1861 su progetto dell'architetto Alessandro Gherardesca e sotto la direzione dell'architetto Angiolo della Valle, che subentrò alla guida del cantiere negli anni risorgimentali.
Della struttura, che occupa la parte del complesso prospiciente via Giuseppe Maria Terreni, si hanno notizie già nel 1874 quando risultava attiva con spettacoli teatrali e musicali allestiti per gli ospiti dell'istituto.
Inutilizzato dal secondo conflitto mondiale ha visto andare dispersi gli arredi e le attrezzature scenotecniche. Solo dopo l'acquisto del complesso da parte di enti pubblici è stato predisposto da parte dell'amministrazione comunale un progetto di restauro e recupero ultimato nel 1979. Dopo l'adeguamento degli impianti tecnici e di sicurezza alle norme vigenti il teatro, con le sale attigue, è diventato un centro culturale polivalente.
A seguito di un radicale restauro, il complesso è stato inaugurato il 13 novembre 2010 con la denominazione Teatro C - Nuovo Teatro delle Commedie e affidato in gestione alla Cooperativa Theatralia all'interno di una ATI Associazione Temporanea di Impresa insieme a ARCI, associazione Ars Nova e compagnia teatrale Edgarluve.
Il Teatro C ha ospitato numerose iniziative teatrali e musicali (classica, jazz, pop, avanguardie) oltre a mostre fotografiche e di pittura, laboratori musicali come il JazzLab di Andrea Pellegrini, dal 7 novembre 2011, e un cineforum.
Da febbraio ad aprile 2013 l'attività del teatro è stata rinnovata, e, contrariamente a quanto riportato da alcuni quotidiani locali, non sospesa, a seguito del cambio di gestione che ha visto uscire Theatralia dall'ATI e subentrarle, come capofila dell'ATI stessa insieme a ARCI e Ars Nova, l'ass. Pilar Ternera e la Coop. culturale Marte; il cambio di gestione ha riportato la struttura alla denominazione "Nuovo Teatro delle Commedie".
Vi si celebra ogni anno la Unesco International Jazz Day livornese (dal 2012, anno in cui l'evento è stato promosso da Unesco per la prima volta), il 30 aprile.